# DAM architekti
DAM architekti s.r.o. (do 17. prosince 2015 DaM spol. s r.o.) je česká architektonická kancelář sídlící v Praze. Byla založena roku 1990 Richardem Doležalem a Petrem Malinským. Dalšími společníky jsou Petr Burian, Jiří Havrda, Jiří Hejda a Jan Holna.

## Výběr z realizací

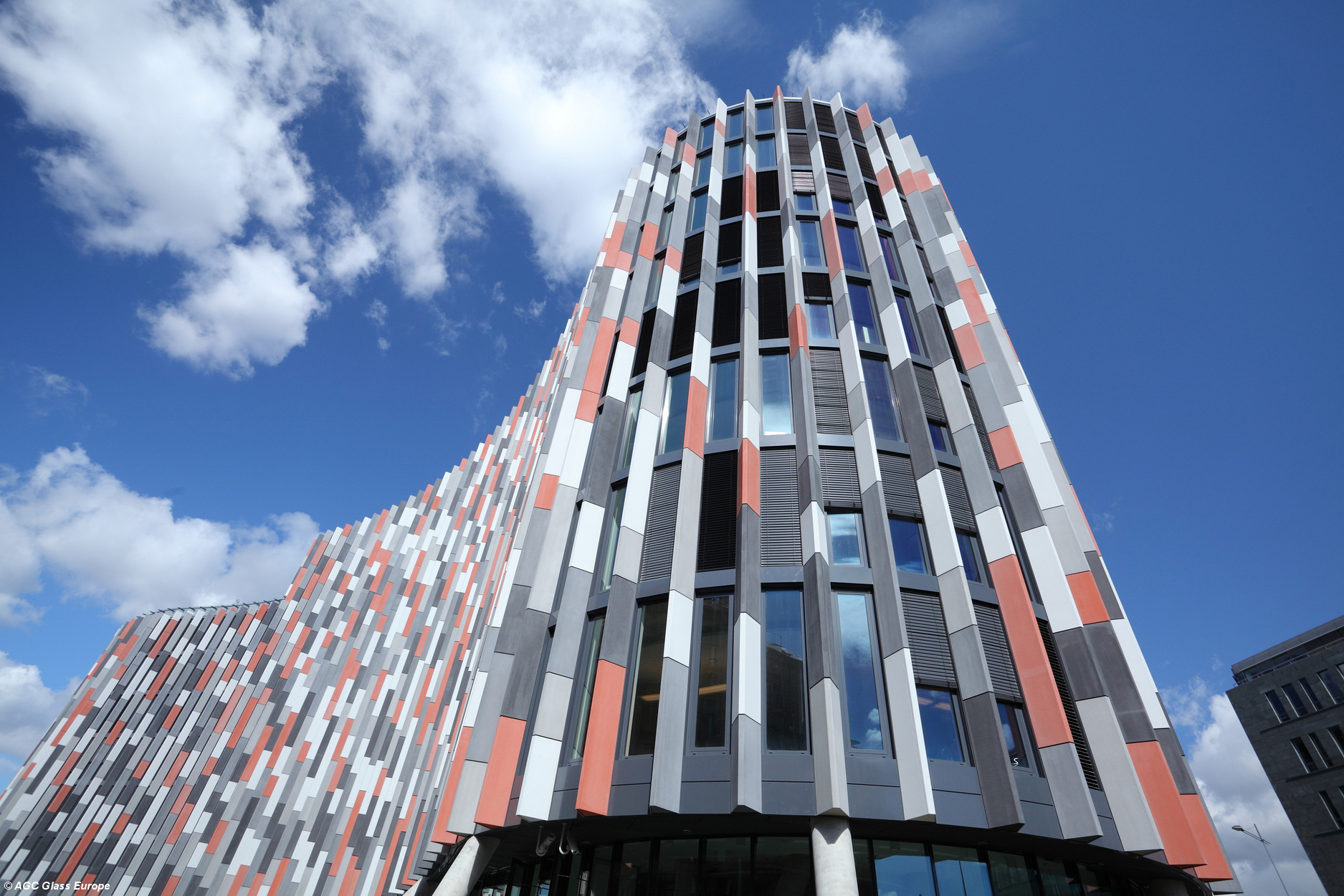
Kancelářská budova Main Point Karlin v Praze

- 1992 – Produkční a správní budovy firmy Rolex, Biel, Švýcarsko[3]
- 1993 – Lesnická škola, Lyss, Švýcarsko[3]
- 2002 – Palác Euro, Václavské náměstí, Praha
- 2004 – Ústav šlechtičen – rekonstrukce, Pražský hrad
- 2010 – Filadelfie, výšková kancelářská budova, BB Centrum, Pankrác, Praha
- 2010 – Baarův park, BB Centrum, Pankrác, Praha
- 2011 – Bytový dům s tělocvičnou, Petrské náměstí, Praha (oceněn Grand Prix architektů)[4]
- 2012 – Main Point Karlín – ocenění "nejlepší kancelářská budova světa“ na mezinárodním veletrhu realit MIPIM v Cannes,[5] první certifikát LEED Platinum v České republice.[6] Karlín, Praha
- 2015 – The Blox, kancelářská budova, Dejvice, Praha
- 2018 – Main Point Pankrác, kancelářská budova, Pankrác, Praha
- 2019 – Showroom Elite Bath Bratislava – soutěž International Property Award 2019, cena "Best Retail Interior in europe"[7]
- 2019 – AFI Vokovice, Vokovice, Praha
- 2021 – Bytový dům Holečkova 26, Praha
- 2023 – Port7, kancelářské a prodejní prostory
- 2024 – Statek Dobřichovice[8], kancelářské a prodejní prostory

## Kritika
Ateliér byl kritizován za možný střet zájmů. Mnoho jeho realizací se nachází v centru Prahy, kde je často vyžadováno schválení Národním památkovým ústavem. V praxi však bylo rozhodnutí ústavu často změněno stanoviskem Sboru expertů pro památkovou péči, což je poradní orgán památkového odboru pražského magistrátu. Sboru expertů však předsedal Petr Malinský z DaM. Za soutěž na úpravu Mariánského náměstí, kterou vyhrál jeho tým (po schválení návrhu Sborem expertů), byl Petr Malinský i odsouzen Stavovským soudem komory architektů k pokutě 25 tisíc korun.

## Fotogalerie

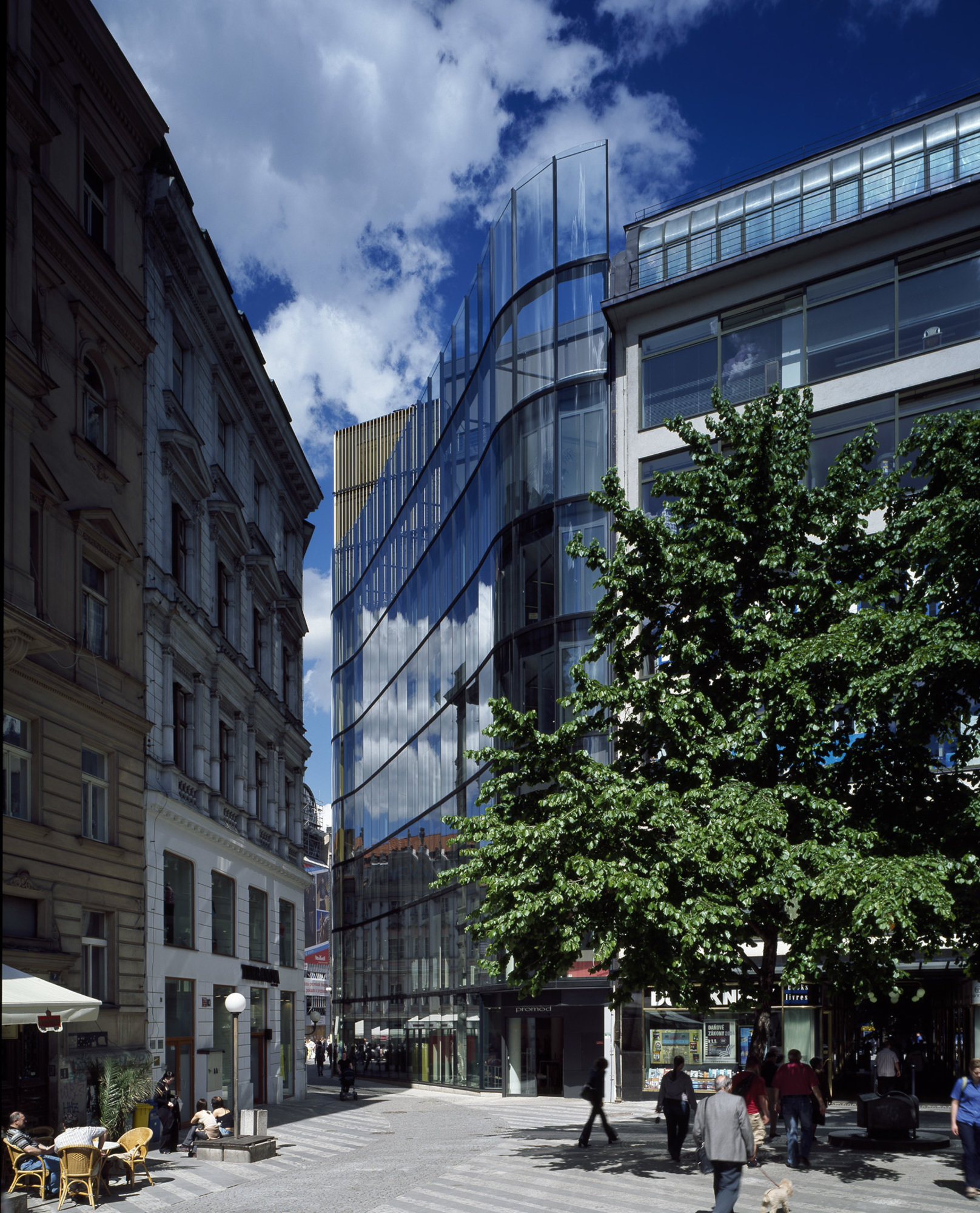
Palác Euro v Praze
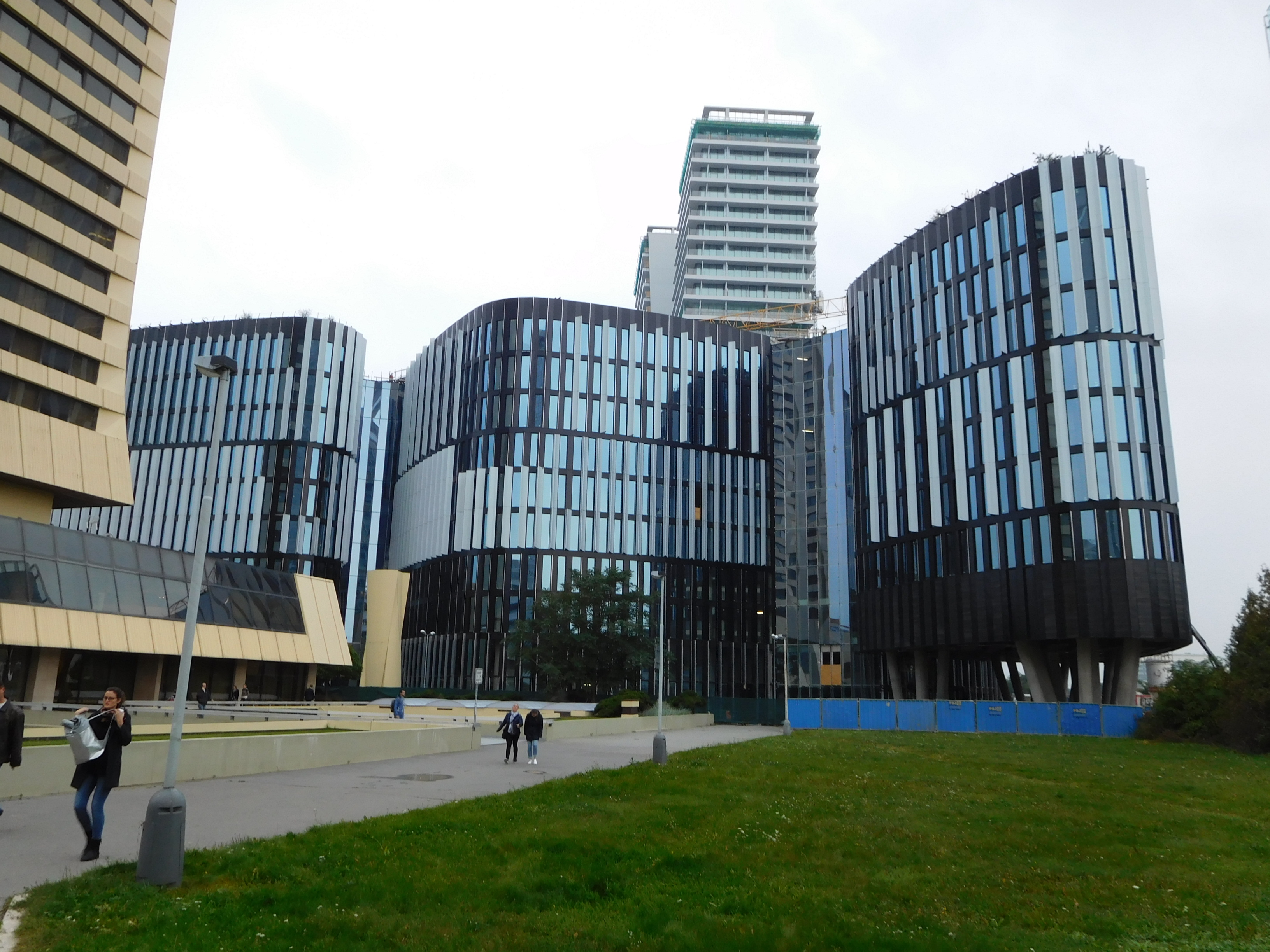
Kancelářská budova Main Point Pankrác na Praze 4
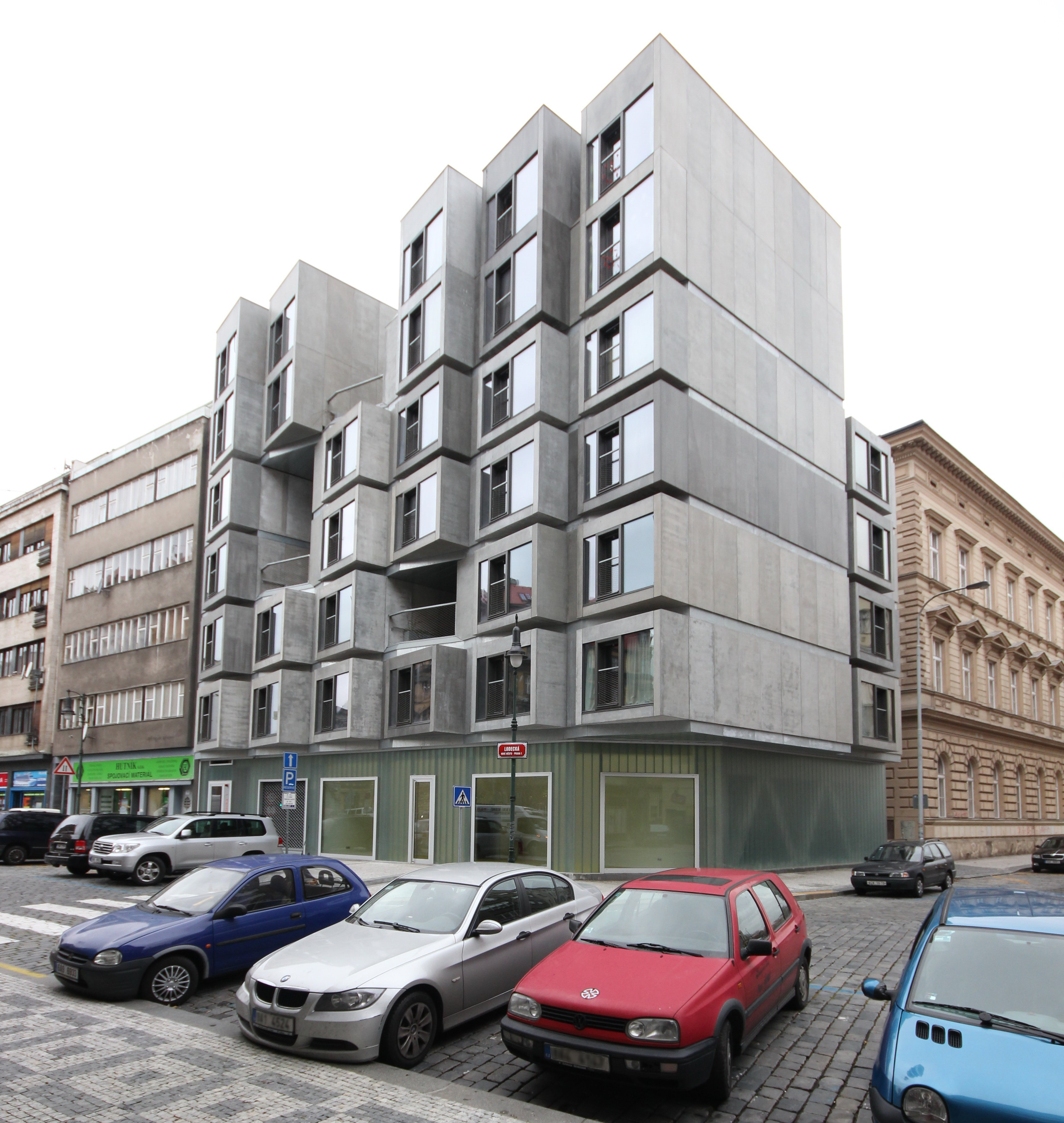
Bytový dům s tělocvičnou na Petrském náměstí v Praze
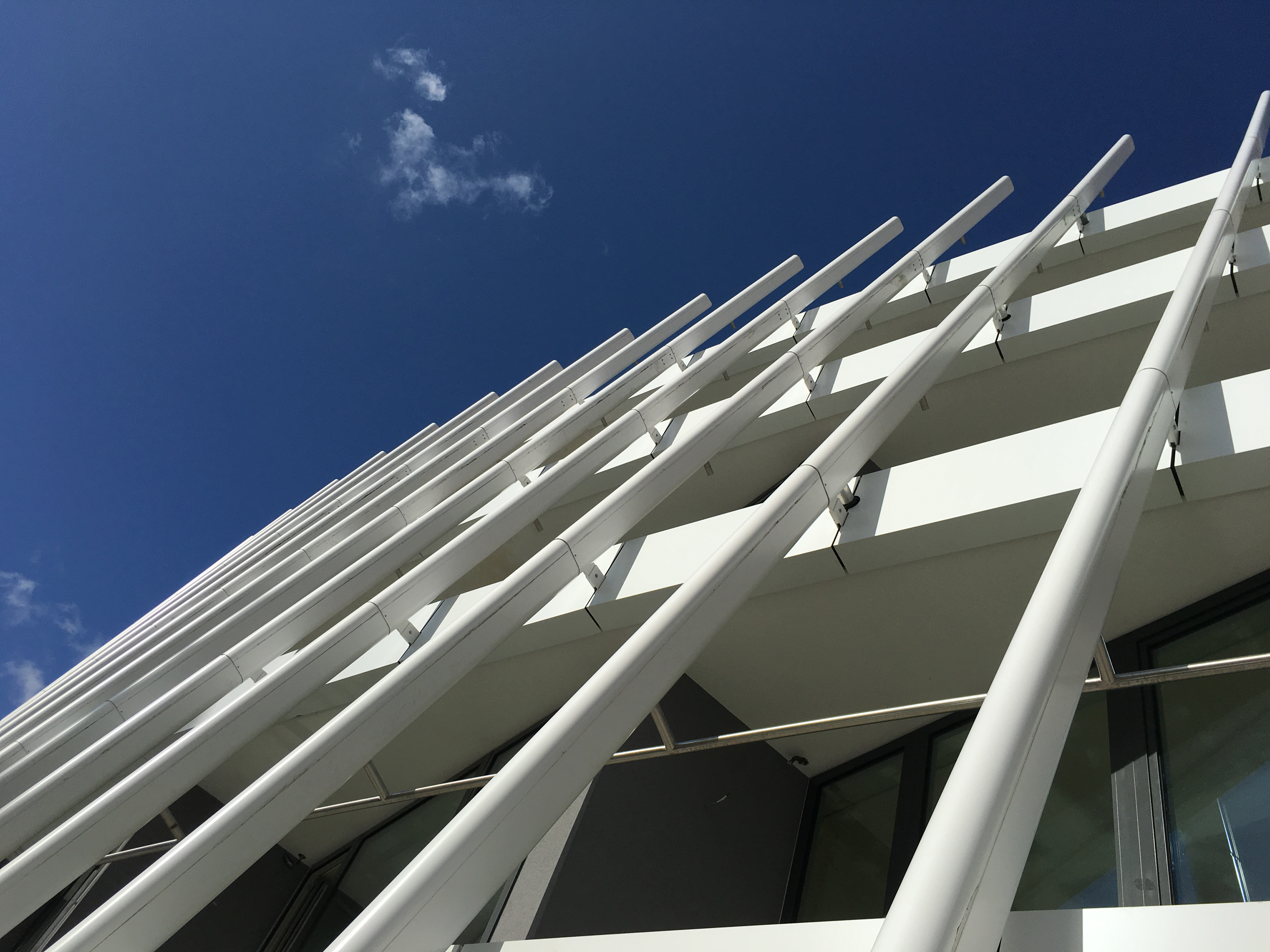
Holečkova 26 na Praze 5 Smíchov, detail fasády
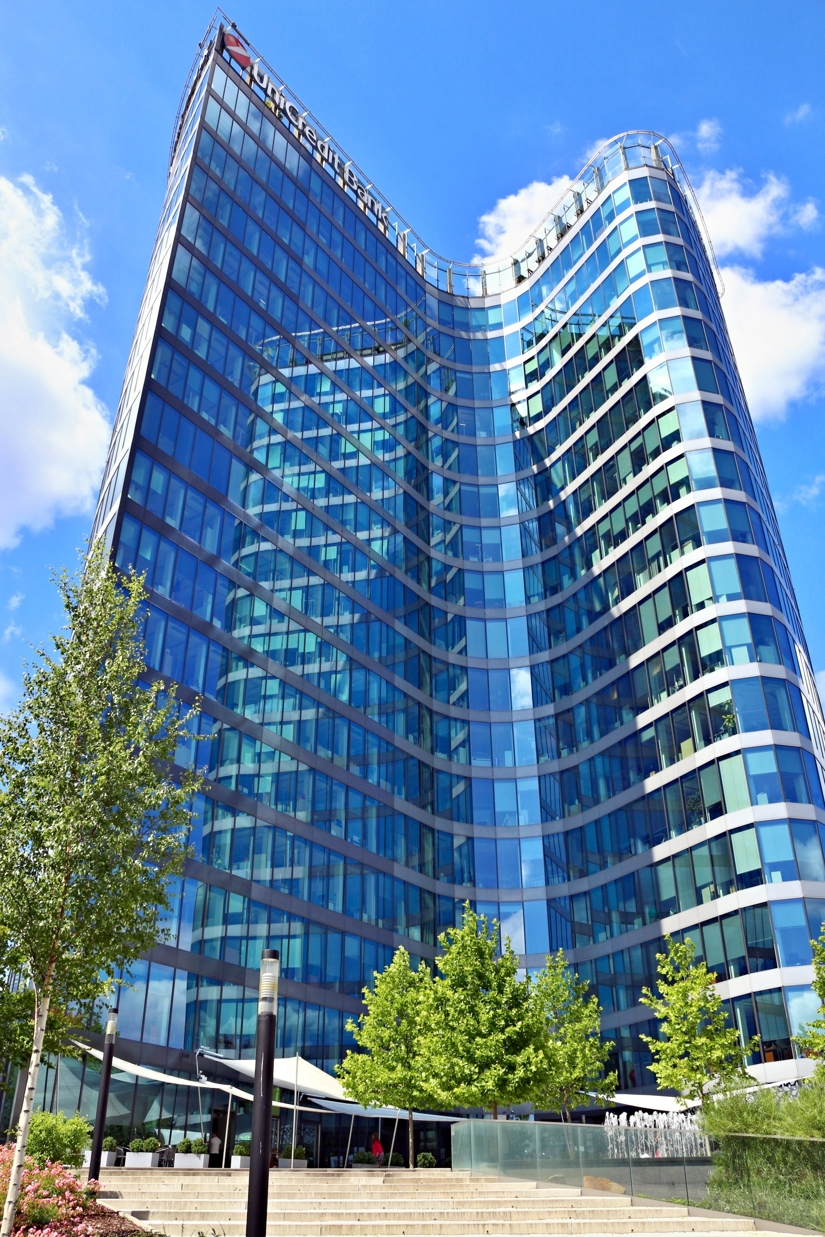
Kancelářský dům Filadelfie
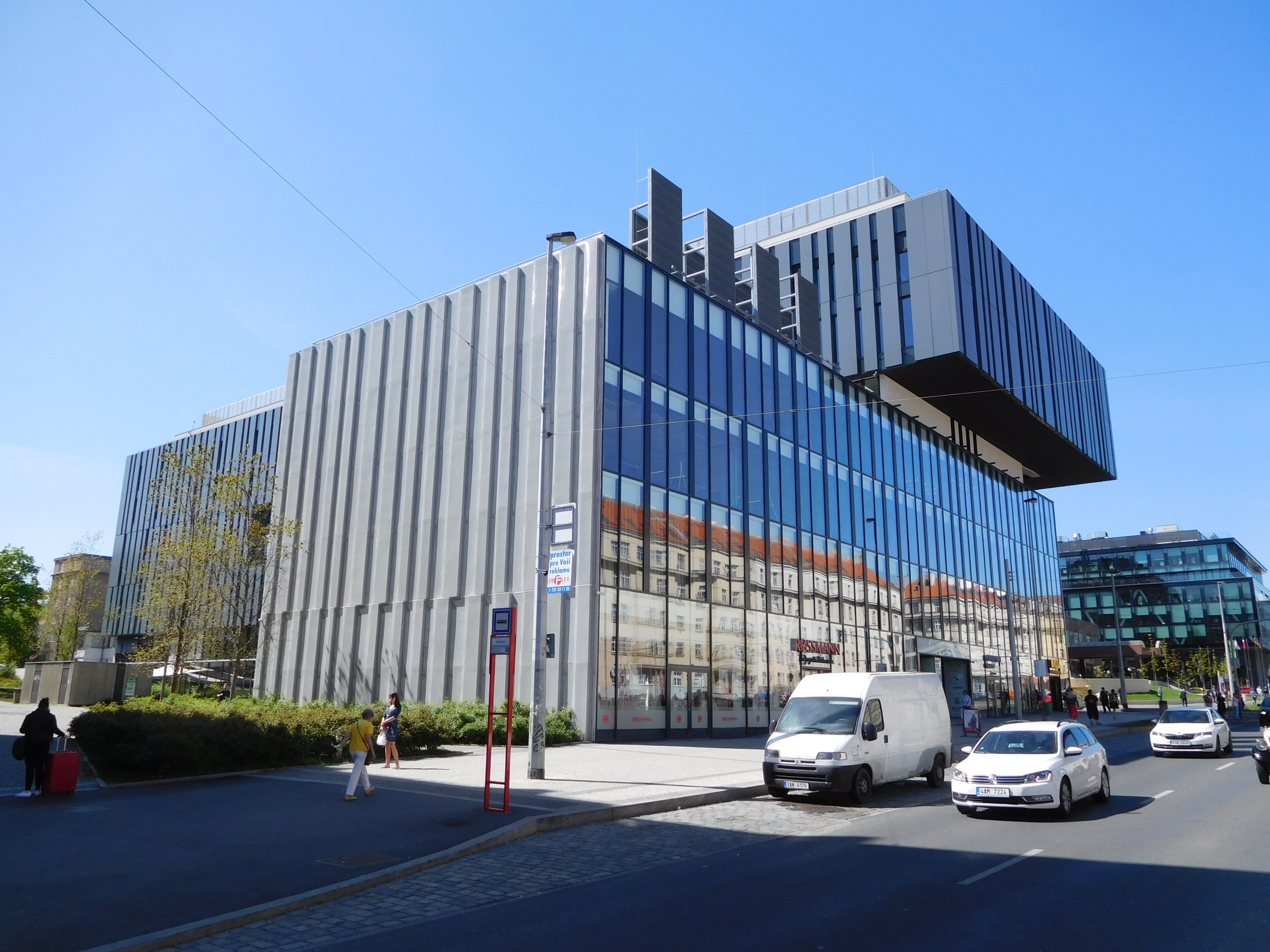
kancelářský dům The Blox
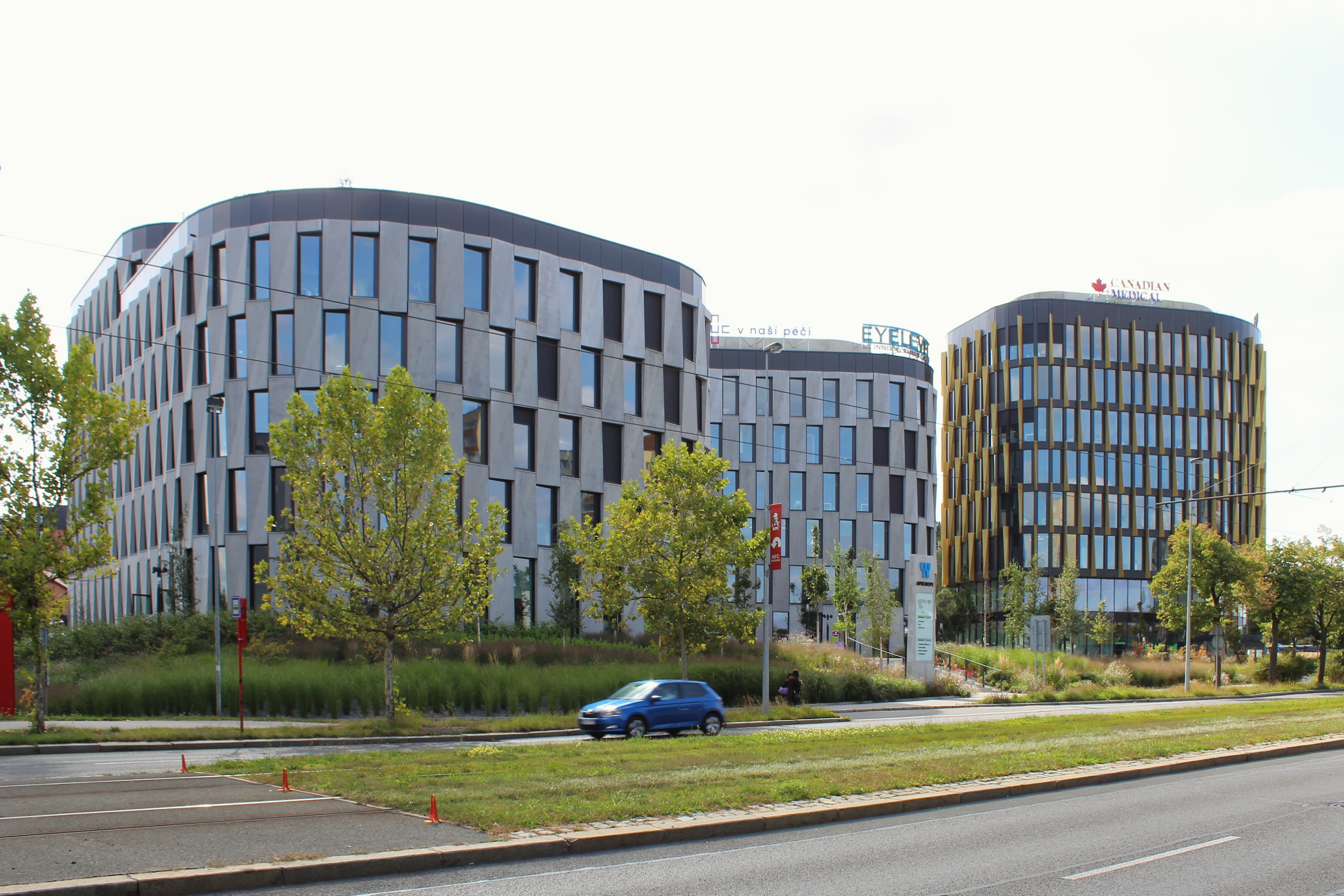
kanceláře AFI Vokovice